# Wilhelm II. von Dampierre
Wilhelm von Dampierre (französisch Guillaume de Dampierre; † 3. September 1231) war ein Herr von Dampierre-sur-l'Aube und Saint-Dizier sowie Begründer der flämischen Zweigs des Hauses Dampierre. Er war ein jüngerer Sohn des Sire Guido II. von Dampierre und der Mathilde von Bourbon.
Wilhelm erreichte 1221 von seinem älteren Bruder Archambault die Einsetzung in das väterliche Erbe, Dampierre und Saint-Dizier, und die Übertragung des Amtes eines Connetablé von Champagne. Sein Plan, Alice von Zypern zu heiraten und sich somit eine Anwartschaft auf die Grafschaft Champagne zu sichern, scheiterte 1223 am Einspruch des Papstes, der eine dazu nötige Dispens wegen zu naher Verwandtschaft verweigerte. Aber noch im selben Jahr heiratete Wilhelm die Eventualerbin von Flandern und Hennegau, Margarete, obwohl auch sie mit ihm nah verwandt war. Auch in diesem Fall verweigerte der Papst zunächst eine Dispens, womit dieses Verhältnis, wie schon Margaretes erste Ehe mit Burkhard von Avesnes, kirchenrechtlich nicht legitim war. Erst nach der Geburt ihrer ersten vier Kinder erhielt das Paar 1230 die Dispens, womit ihre Ehe wie auch ihre Kinder legitimiert wurden.
Wilhelm starb, noch bevor seine Frau die Grafschaften Flandern und Hennegau 1244 übernehmen konnte. Ihre Kinder galten als legitime Erben, aber Margaretes Söhne aus erster Ehe stellten ebenfalls Ansprüche auf das Erbe, womit der flämische Erbfolgekrieg ausgelöst wurde. Wilhelm wurde in der Zisterzienserabtei von Orchies (Arrondissement Douai) bestattet, 1257 aber in die Abtei Flines transferiert.
Wilhelms Kinder aus seiner Ehe mit Margarete von Flandern waren:
- Johanna von Dampierre (* 1224; † 1246), ⚭ (1) Graf Hugo III. von Rethel, ⚭ (2) Graf Theobald II. von Bar
- Wilhelm III. von Dampierre (* 1224; † 1251), Herr von Dampierre und Saint-Dizier, als Wilhelm II. Graf von Flandern und Hennegau
- Guido von Dampierre (* 1226; † 1304), Graf von Flandern und Markgraf von Namur
- Johann I. von Dampierre (* 1228, † 1257), Herr von Dampierre und Saint-Dizier
- Marie von Dampierre (* 1230; † 1302), Äbtissin von Flines